# Matías Vallés Terrades
Matías Vallés (Mallorca, 1958) és un periodista balear, que va ser professor ajudant de Química Física a la Universitat de les Illes Balears.
Va llicenciar-se en Química el 1980 i va començar a exercir de professor. Més endavant, el 1983, va començar a escriure crònica esportiva al Diario de Mallorca i va col·laborar també progressivament amb altres mitjans de premsa i ràdio, com Catalunya Ràdio. Ha entrevistat personatges destacats com Catherine Zeta-Jones, Farah Diba, Margaret Thatcher o Mariano Rajoy. Va rebre el Premi Ortega y Gasset el 2006 per revelar vols secrets de la CIA sobre territori espanyol, juntament amb Felipe Armendáriz i Marisa Goñi.

## Premis i reconeixements
- 2006 - Premi Ortega y Gasset[2][3]